# Шлайх
Шлайх (нем. Schleich) — община в Германии, в земле Рейнланд-Пфальц. 
Входит в состав района Трир-Саарбург. Подчиняется управлению Швайх.  Население составляет 192 человека (на 31 декабря 2010 года). Занимает площадь 1,59 км².